# Татарское Макулово
Тата́рское Маку́лово (тат. Татар Макылы) — деревня в Верхнеуслонском районе Республики Татарстан, в составе Макуловского сельского поселения.

## География
Деревня находится в 27 км к юго-западу от районного центра, села Верхний Услон, на реке Сулица. С запада деревня примыкает к селу Русское Макулово. Вдоль деревни проходит автомобильная дорога Р241 Казань – Ульяновск.

## История
Деревня известна с 1647–1652 годов. В XVI веке эти земли принадлежали татарскому княжескому роду Макуловых.
В XVIII — первой половине XIX веков жители относились к категории государственных крестьян. Основные занятия жителей в этот период — земледелие и скотоводство, была распространена торговля вразнос.
В «Списке населенных мест по сведениям 1859 года», изданном в 1866 году, населённый пункт упомянут как казённая деревня Макулова 1-го стана Свияжского уезда Казанской губернии. Располагались при речке Сулице, по левую сторону Симбирского почтового тракта, в 18 верстах от уездного города Свияжска и в 8 верстах от становой квартиры в казённом селе Кильдеево (Троицкое). В деревне в 16 дворах жили 115 человек (53 мужчины и 62 женщины). Был магометанский молитвенный дом.
В 1906 году построена деревянная мечеть. В начале XX века здесь также функционировала мелочная лавка. В этот период земельный надел сельской общины составлял 442 десятины.
До 1920 года деревня входила в Клянчинскую волость Свияжского уезда Казанской губернии. С 1920 года в составе Свияжского кантона ТАССР. С 14 февраля 1927 года деревня в Свияжском районе, в 1930 году в деревне организован колхоз «Алга».
С 20 октября 1931 года деревня в Верхнеуслонском, с 1 февраля 1963 года — в Зеленодольском, с 12 января 1965 года в Верхнеуслонском районах.

## Население
| 1782 | 1859 | 1897 | 1908 | 1920 | 1926 | 1938 | 1949 | 1958 | 1970 | 1979 | 1989 | 2002 | 2010 | 2017 |
| ---- | ---- | ---- | ---- | ---- | ---- | ---- | ---- | ---- | ---- | ---- | ---- | ---- | ---- | ---- |
| 45   | 110  | 177  | 265  | 221  | 281  | 359  | 328  | 286  | 277  | 318  | 184  | 171  | 166  | 141  |

Национальный состав села: татары.

## Экономика
Жители трудятся в основном на мегаферме «Макулово» АО «Красный Восток Агро», АО «Восток Зернопродукт», ООО «Агрофирма «Верхний Услон», занимаются пчеловодством.

## Религиозные объекты
В деревне действует мечеть (с 1999 года).